# Demétrio Zvonimir
Demétrio Zvonimir (em croata: Dmitar Zvonimir; Antigo Eslavo Eclesiástico: ⰸⱏⰲⱏⱀⰻⰿⰻⱃⱏ; ? – 1089) foi o Rei da Croácia e Dalmácia de 1075 ou 1076 até sua morte em 1089. Antes disso, Zvonimir também serviu como Bano da Croácia (1064/1070–1074). Seu nome nativo era Zvonimir, mas adotou o primeiro nome Demétrio em sua coroação.
Ele serviu inicialmente como Bano a serviço do Rei Pedro Cresimiro IV. Depois, Pedro Cresimiro IV nomeou-o duque e declarou-o seu herdeiro. Em 1075 ou 1076, Demétrio Zvonimir sucedeu ao trono croata por meio da diplomacia papal. Seu reinado é caracterizado como relativamente pacífico, sem grandes campanhas de guerra, focado no desenvolvimento econômico e cultural da Croácia. Ele herdou o estado croata em seu auge e governou a partir da cidade de Knin. Lendas medievais alegam seu assassinato, mas sua morte e sucessão são temas de controvérsia na historiografia. Seu reinado foi seguido por um período de anarquia, que terminou com a ascensão da Dinastia Húngara de Arpades e a criação de uma união com a Hungria.

## Biografia
A origem e o passado exatos de Zvonimir são incertos.  Acredita-se que ele era um membro da dinastia nativa Trpimirović, e alguns historiadores propuseram que ele é descendente do filho de Svetoslav Suronja, Stjepan Svetoslavić, o que também permitiu a tese de que ele começou sua carreira como Bano da Eslavônia.  Outros rejeitaram sua descendência Trpimirović e argumentaram que ele era membro de alguma outra família nobre croata proeminente, possivelmente de Sidraga županija,   mas seu casamento precoce com os príncipes de Árpád mostra que ele deve ter sido de alguma linhagem extraordinária.  Nas fontes históricas também são mencionados seu magistro ("professor") Scestaki (Šestak) e tio Strezata (Streza) a quem foi permitido coletar impostos em Mosor e de Solin a Bijaći. 

## Bano da Croácia
Durante o reinado do rei Pedro Cresimiro IV, seu parente também através da família Orseoli de Veneza, a geração mais velha de historiadores conjecturou que Zvonimir administrou inicialmente a Eslavônia, especificamente a terra entre os rios Drava e Sava, com o título de Bano.  O termo "Eslavônia" (em latim: Sclavonia) na época referia-se tanto à Eslavônia moderna quanto ao noroeste da Croácia.  No entanto, não há evidências históricas de que Zvonimir tenha tido o título de Bano da Eslavônia ou governado a região.  
O vizinho Sacro Império Romano-Germânico sob Henrique IV, invadiu a Hungria em 1063 para restaurar Salomão, marido de sua irmã, ao trono húngaro. A Hungria era então governada pelo tio de Salomão, Bela I, cuja terceira filha, Helena, estava noiva de Zvonimir.  De acordo com Chronicon Pictum, a Croácia também foi atacada por volta de 1063 pelo exército carantaniano de Ulrico I, que ocupou uma parte de Kvarner e a costa oriental da Ístria, a "Marca da Dalmácia".   Como o rei croata estava preocupado com a rebelião na Dalmácia, também devido à proibição da liturgia eslava,  Zvonimir foi compelido a buscar proteção do então rei Salomão. Géza I e Salomão ajudaram Zvonimir a restaurar a autoridade entre 1064 e 1067 na "Marcha da Dalmácia".   Depois de repelirem conjuntamente os carantanianos da Croácia,  Zvonimir enviou muito ouro, prata e outros objetos de valor a Salomão e Géza I como um sinal de gratidão.  Pouco depois, em 1070, Zvonimir é mencionado pela primeira vez como um Bano da Croácia em três cartas de Zadar, sucedendo Ban Gojčo.    As cartas croatas da época foram emitidas em nome do Rei Pedro Cresimiro e de Bano Zvonimir. 
Em março de 1074, normandos do sul da Itália, liderados pelo conde Amico de Giovinazzo, invadiram a Dalmácia a convite das cidades dálmatas e de Bizâncio. Eles ocuparam as cidades de Split, Trogir, Biograd na Moru e Zadar, mas também conseguiram capturar um certo rei croata cujo nome não é mencionado, mas certamente significava o rei Peter Krešimir, que morreu em novembro de 1074.  A crise normanda durou até fevereiro de 1075, quando Veneza expulsou Amico e suas forças da Dalmácia.  Zvonimir provavelmente ajudou Veneza no processo.  Embora os venezianos tenham libertado a Dalmácia e partes da Croácia anteriormente ocupadas pelos normandos, com o doge Domenico Selvo até mesmo se autointitulando doge de Veneza, Dalmácia e Croácia (mais tarde apenas da Dalmácia), os venezianos, com seus contatos próximos com Bizâncio e o Sacro Império Romano-Germânico, não eram favoráveis à Santa Sé.  Em tais eventos, a Santa Sé e Zvonimir entraram em contato com interesse mútuo.  
Enquanto isso, outro candidato ao trono, Estêvão II Trpimirović, que também havia sido duque da Croácia até 1066 sob o rei Pedro Cresimiro, renunciou à sua reivindicação e mudou-se mais tarde para a Igreja de Santo Estêvão sob os pinheiros nas proximidades de Split, onde viveria uma vida isolada.   Parece que Zvonimir foi escolhido como herdeiro do trono já no final da vida de Petar Krešimir. 

## Rei da Croácia e Dalmácia

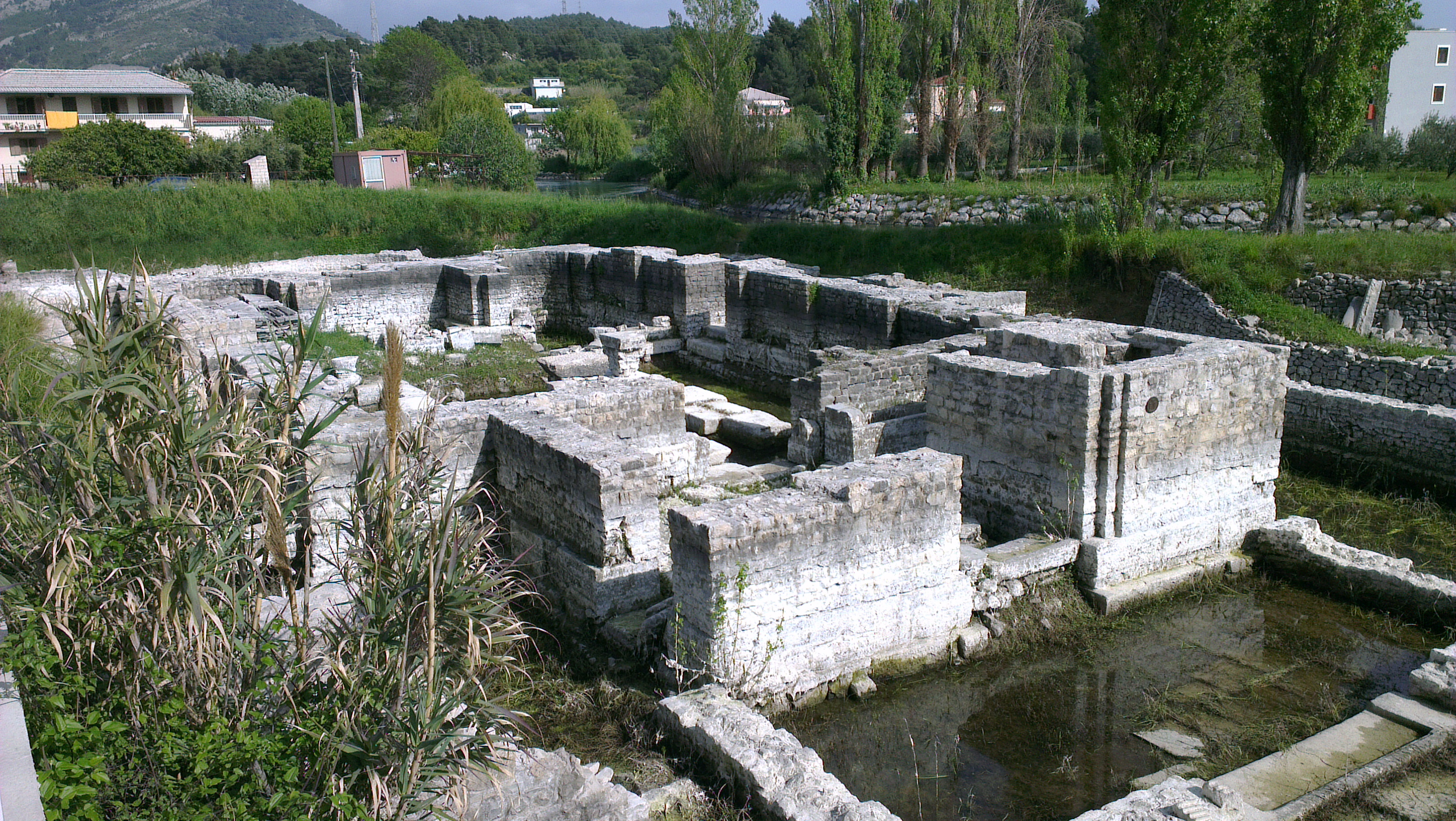
As ruínas da Basílica de São Pedro e Moisés em Solin, hoje conhecida como Igreja Oca. Foi aqui que ocorreu a coroação de Zvonimir.

Zvonimir foi coroado com as insígnias - coroa, cetro, espada e bandeira - em outubro de 1075 ou 1076 na Basílica de São Pedro e Moisés (conhecida hoje como a Igreja Oca) em Salona (hoje Solin, Croácia), por Gebizon, um representante do Papa Gregório VII (1073–1085).    Há uma disputa entre historiadores sobre se ele foi coroado em 1075 ou 1076 devido a algumas incertezas de datação na carta de coroação.  O dia em si não é mencionado, porém argumenta-se que seja 8 ou 9 de outubro, já que 9 de outubro é o dia da festa de São Demétrio, cujo nome Zvonimir adotou na coroação.  
O título real foi-lhe concedido pelo Papa após a promessa do "Óbolo de Pedro",   tornando-se assim vassalo da Santa Sé. Durante esta ocasião, ele prometeu defesa e cuidado das igrejas e monges, pobres e órfãos, processar casamentos ilegais entre primos, estabelecer casamentos legais com um anel e bênção do padre e defender tais casamentos da depravação, também se opor ao comércio de humanos.   Zvonimir fez um juramento de fidelidade ao Papa, prometendo apoiar a implementação das reformas da Igreja na Croácia. Ele também deu o mosteiro beneditino de São Gregório em Vrana (com duas coroas de ouro com pedras preciosas, provavelmente sendo as coroas croatas anteriores recebidas pelos bizantinos  ) à Santa Sé, tanto como um sinal de lealdade quanto como acomodação para legados papais que visitavam a Croácia.   O título de Zvonimir continuou a ser "Rei da Croácia e Dalmácia" (em latim: Rex Chroatie atque Dalmatie), enquanto seu nome e título em croata, como encontrado na tábua de Baška, era "Zvonimir, kral hrvatski" (Zvonimir, rei croata), na escrita glagolítica zvъnъmirъ, kralъ xrъvatъskъ. 

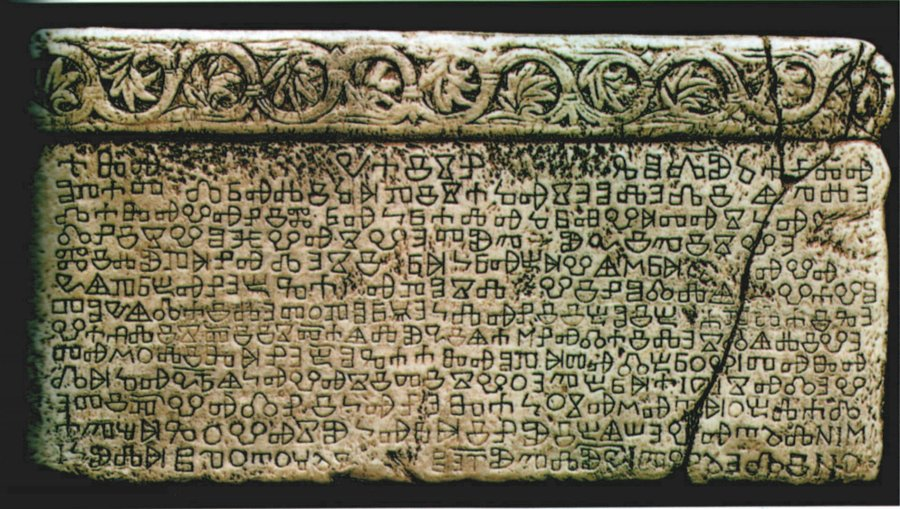
A tábua de Baška é o monumento glagolítico mais antigo da Croácia. Ele documenta a doação de terras doadas pelo rei Zvonimir à Igreja Beneditina de Santa Luzia, Jurandvor, Krk.

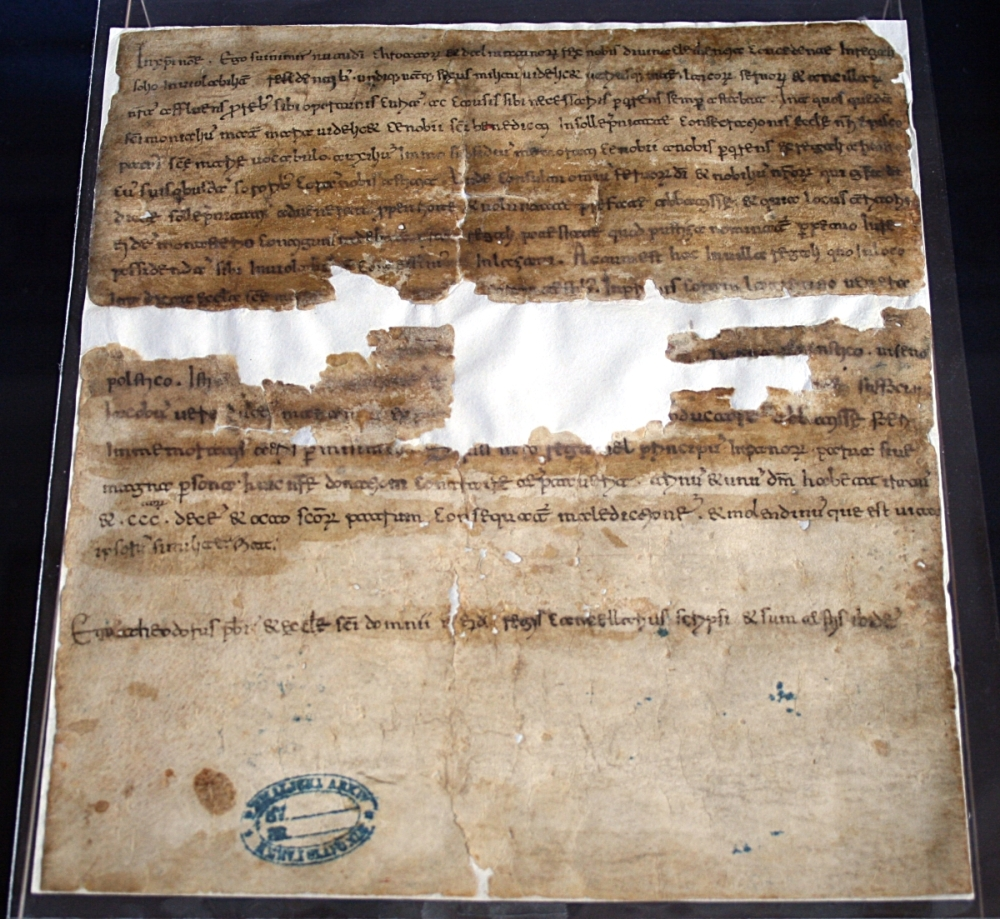
Concessão de Zvonimir ao mosteiro da abadessa de São Bento em Split para a terra Pustica em Lažani, 1076–1078.

A coroação de Zvonimir significou o fim definitivo das relações políticas e religiosas entre a Croácia e o Império Bizantino,  mas também o fim da independência completa, porque o reino tornou-se de facto propriedade suprema da Santa Sé.  Após a coroação, os legados papais convocaram um concílio eclesiástico em Split, que reiterou o rei sobre o uso do eslavo na liturgia e a condenação do alfabeto glagolítico ou cirílico, que o concílio de 1060 havia rotulado como heresia.  O rei instituiu a reforma gregoriana; ele também prometeu a eventual abolição da escravidão, mas com pouco sucesso (ver Cartulário Supetar). Ele manteve autoridade sobre a Dalmácia, que podia ser sentida até a distante cidade de Osor, na ilha de Cres, onde é referenciado em uma lauda de 1082.  
Demétrio Zvonimir procurou obter um controle mais firme de seu reino expulsando vários nobres locais (líderes provinciais hereditários e proprietários de terras) da administração local e substituindo-os por seus próprios apoiadores, nobres da corte e, refletindo seus estreitos laços papais, altos clérigos. Os nobres provinciais governavam as suas províncias (županije) com um nível significativo de independência interna.  Em 1080, ele prometeu sua filha Cláudia ao nobre Vniha da tribo Lapčani, a quem também concedeu o condado (županija) de Karin na Dalmácia como dote. 
Por volta de 1079, surgiram tensões entre a Croácia e o vizinho Sacro Império Romano-Germânico, cujo duque Vecelin (um servo do imperador Henrique IV) estava se preparando para um ataque à Croácia de suas propriedades na Ístria. O papa interveio em nome de Zvonimir, sob ameaça de excomunhão, instando Vecelin a fazer qualquer reclamação diretamente a ele sobre quaisquer questões com o rei.   Os Annales Carinthiæ e Chronica Hungarorum registram que Zvonimir acabou invadindo a Caríntia para ajudar a Hungria na guerra entre 1079 e 1083, mas isso é contestado. Demétrio Zvonimir também adotou uma linha dura contra Bizâncio. Depois que Roberto Guiscardo, Duque da Apúlia, se reconciliou com o Papa, uma aliança militar foi formada contra o novo imperador bizantino Aleixo I Comneno. Zvonimir, devido à sua promessa à Santa Sé e à aliança dos venezianos com os bizantinos, enviou tropas navais para ajudar a invasão normanda na década de 1080.   Durante esses anos, o vigário e representante de Zvonimir nas cidades da Dalmácia era Pribimir. 

## Morte e sucessão

Reino da Croácia e Dalmácia durante o reinado de Zvonimir, no início de 1089.

Existem várias versões sobre a data e as circunstâncias da morte de Zvonimir. O último documento conhecido em vida é datado de 8 de outubro de 1087.   O cronista do século XIII, Thomas, o Arquidiácono, em sua Historia Salonitana e uma carta do rei Estêvão II de 8 de setembro de 1089 (que se diz ter sido emitida logo após a morte do rei Zvonimir),   indicam que Zvonimir morreu de causas naturais.    Esta visão foi amplamente aceita na historiografia desde o século XVI, mas alguns historiadores como Ferdo Šišić e o arqueólogo Stjepan Gunjača argumentaram a favor de uma morte violenta documentada.  Várias fontes posteriores indicam a data de 20 de abril como a data de sua morte. Eles também nomeiam a vila de Kosovo (hoje Biskupija perto de Knin) com cinco igrejas e o local perto da basílica de Santa Cecília em Petrovo/Kosovo Polje como o local da morte.  Essas fontes eram normalmente associadas às alegações de seu assassinato, que hoje é frequentemente considerado uma lenda medieval.  Argumenta-se que seu local de descanso foi transferido entre a Catedral de São Bartolomeu em Kapitul, perto de Knin, e a Igreja de Santo Estêvão em Salona (hoje Solin), onde ficava o Mausoléu dos Reis Croatas. 
Demétrio Zvonimir foi casado com sua parente distante Jelena, irmã de Ladislau I da Hungria.  Por meio de Helena, ele foi conectado às famílias reais não apenas da Hungria, mas também da Polônia, Dinamarca, Bulgária e Bizâncio. Eles tiveram um filho, Radovã, que faleceu antes de Zvonimir,  e duas filhas, Vinica e Claudia, esta última casada com o voivoda Vniha Lapčan.  Como Zvonimir morreu sem deixar herdeiros de sua posteridade, ele foi sucedido por Estêvão II, último da dinastia Trpimirović. Estêvão II governou brevemente até sua morte em 1091. 
De acordo com as crônicas e documentos históricos, a Croácia entrou posteriormente num período de 10 anos de anarquia sem autoridade social,  com vários lados e nobres lutando pela supremacia no reino.  As crônicas narram posteriormente duas histórias separadas que, ou alguns nobres eslavos - croatas brancos (às vezes chamados de Petar Gusić e Petar de genere Cacautonem / Chuchanorum identificado com Kukari ) foram para a Hungria e convidaram Ladislau para tomar o Reino Croata, ou a viúva Jelena pediu a seu irmão Ladislau para intervir e conquistar o reino.    Na realidade, provavelmente aconteceram ambos os cenários, com a viúva Jelena a tomar algum poder e a receber apoio de uma pequena parte da nobreza croata (Lapčani, Gusići e Kukari, entre outros), o que facilitou a intervenção de Ladislau. 
Documentos históricos mostram que Ladislau no final de 1091 conquistou grande parte da Eslavônia, ou seja, a Croácia, colocando seu sobrinho, o príncipe Almo, como "Duque da Croácia",  no entanto, também surgiram nobres croatas que mostraram resistência. Primeiro foram um duque Simeão,  e certos Slavac de Split que se apropriaram do título real, seus irmãos tinham propriedades entre Split e Omiš, o irmão Rusin, mesmo durante o reinado de Zvonimir, era duque Marianorum e Morsticus, enquanto o filho de Rusin, Petar, era bano da Croácia.    A evidência de que Ladislau e Álmos não consolidaram o poder sobre toda a Croácia, mas principalmente apenas sobre as regiões ao norte do rio Sava e talvez até Ravni Kotari a oeste do rio Krka na Dalmácia e sem Kvarner na parte mais ocidental do reino,  é que eles influenciaram a organização religiosa apenas em Zagreb e na Eslavônia Oriental (1094). As experiências escritas dos Primeiros Cruzados no final de 1096 mostram que no país chamado Esclavônia e Dalmácia não foi possível encontrar nenhuma autoridade para concordar com os termos de passagem e relações com o povo,  e não há menção ao rei húngaro na tábua de Baška.  Quando Ladislau morreu em 1095, o trono foi disputado entre o anteriormente Bano, agora "rei" Pedro, que governava de Knin, identificado como Petar Snačić, e o rei húngaro Colomano, que lutou na Batalha da Montanha Gvozd (1097), seguida pela suposta assinatura de Colomano da Pacta Conventa e coroação registrada em 1102 em Biograd na Moru .   Antes disso, o doge veneziano também demonstrou interesse pela Dalmácia e pela Croácia,   que terminou no acordo de 1098 — o chamado Conventio Amicitiae — determinou as esferas de interesse de cada parte atribuindo as regiões costeiras da Croácia à Hungria e a Dalmácia à República de Veneza, mas Colomano em 1105 conquistou com sucesso as cidades costeiras da Dalmácia.   

## Legado

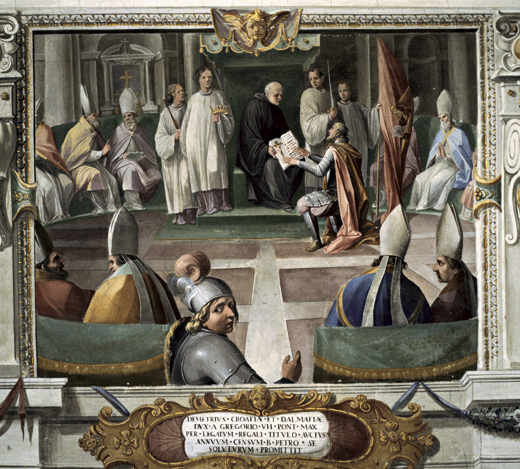
O Juramento de Zvonimir, afresco do Vaticano de 1611.

Demétrio Zvonimir é visto na Croácia contemporânea como o último rei nativo que deteve algum poder real e é considerado um dos heróis nacionais do período medieval. A morte prematura de seu filho, Radovã, e o curto reinado de Estêvão II afundou a Croácia, resultando em uma união com a Hungria que durou até 1918.
A tábua de Baška, cultural e historicamente significativa, foi inscrita logo após sua morte e contém referências a ele e a vários de seus nobres do século XI. Pela primeira vez, a tábua de Baška menciona o título dos reis croatas em croata: kral (kralj em croata moderno).   Seu nome também está contido nos fragmentos de Jurandvor do século 11 ou 12 da mesma igreja em Baška, na ilha de Krk,   e seis documentos escritos do século 12 sobre várias propriedades que foram doadas por Zvonimir. 

### Lenda sobre sua morte
Existem diversas variações preservadas da lenda de sua morte, muitas vezes violenta. A cada um deles é comum considerar Zvonimir como o último rei croata, sem qualquer menção ou possível contexto relacionado a Estêvão II, e mostrando Zvonimir e seu governo sob uma luz muito positiva. Zvonimir é retratado como um rei bom, sincero, comovente, fiel, santo e defensor da fé cristã, enquanto seu reino e seu povo tiveram um período sereno, justo e rico.   O mito da "Maldição do Rei Zvonimir", segundo o qual Zvonimir amaldiçoou os croatas de que não teriam mais um senhor de sua língua/nação nativa, mas serviriam para sempre a um de uma língua/nação estrangeira, o que aconteceu por quase mil anos, é baseado na lenda de seu assassinato.  
No entanto, o relato do assassinato pelas mãos de croatas, que é reminiscente e comparado nas fontes históricas ao pecado judaico de matar Jesus,  é considerado historiograficamente impossível, precedente na Europa medieval e contraditório ao fanatismo medieval avassalador sobre o cristianismo e a libertação do túmulo de Cristo.  Além disso, a iniciativa e campanha da Primeira Cruzada ocorreram vários anos após a morte de Zvonimir, e não há evidências de que o Papa ou outros antes do Concílio de Clermont (1095) estivessem criando e tomando medidas ativas nas cortes reais europeias.  Que morreu de morte natural é também o facto de não ter havido qualquer iniciativa por parte da Santa Sé ou de outros para ser declarado mártir e santo.  Ivo Goldstein argumenta que durante vários estágios da criação da lenda, como sendo o último rei croata historicamente notável, foram omitidos vários anos de personalidades muito menos conhecidas, como Estêvão II e Petar Snačić, que viveram mais perto da época da Primeira Cruzada, mas que ligaram seus anos e eventos à narrativa sobre Zvonimir, como por exemplo a morte violenta com a morte de Petar Snačić, tornando Zvonimir ficcionalmente um contemporâneo da Primeira Cruzada.   O elogio ao governante e sua relação com a fé, a matança e a comparação com os judeus são provavelmente inspirados pela Primeira Lenda Eslava de São Venceslau da Boêmia, lenda popular na literatura glagolítica.  O sentimento anti-húngaro e pró-papal da perspectiva croata lembra a centralização húngara dos séculos XIV-XV e a luta dinástica na qual os nobres croatas apoiaram principalmente a Casa Capetiana de Anjou.   A ideia de que a lenda surgiu no século XV, por volta da época das ameaças de invasão otomana, é improvável.  A lenda e o culto de Zvonimir viveram e influenciaram até mesmo a eleição de 1527 em Cetin, na qual a carta foi declarada "após a morte de nosso último rei, chamado Zvonimir, com livre arbítrio nos juntamos à coroa sagrada do Reino Húngaro". 
Uma Crônica Polonesa-Húngara dos séculos XIII e XIV é possivelmente a fonte mais antiga a alegar seu assassinato. Um de seus capítulos conta uma história mitológica que transcende períodos de tempo, como o Rei Akvila (Átila) foi ordenado por Jesus Cristo a vingar a traição e o assassinato do Rei Kazimir (Zvonimir), que foi escolhido por Cristo para governar, o que não foi aceito pelo povo que queria governar por si mesmo. Akvila lutou com sucesso durante oito dias contra os nobres do reino da Croácia e da Eslavônia, com muitos eslavos e croatas mortos, e decidiu ir para a Eslavônia e se casar com uma mulher croata. A própria história justifica pela vontade de Deus a conquista da Croácia por Ladislau como vingador de Zvonimir.    Segundo Mladen Ančić, a lenda que o autor da crônica reeditou, chegou à corte polonesa com Katarina Šubić, que se casou em 1326 com Boleslau III, o Generoso. 
Outro relato, da redação croata/Crônica croata datada do século 14-15 da Crônica do Padre de Duklja do século 13,  diz que em 1079 (evidência de que o autor ou copista anônimo confundiu o significado da letra glagolítica 80 com o significado cirílico 70   ), desejando curar o cisma Leste-Oeste, o Papa Urbano II pediu a Zvonimir, seu aliado mais forte no Adriático Oriental, para ir em uma cruzada libertando o túmulo de Cristo. Zvonimir convocou o Sabor em um lugar chamado "cinco igrejas no Kosovo", que foi identificado com sucesso pelos arqueólogos como Biskupija perto de Knin .   A intenção era mobilizar o exército em nome do papa romano e do imperador, mas a nobreza recusou, não querendo ir para longe de sua terra natal, esposas e filhos. Uma rebelião eclodiu no local, levando ao assassinato de Zvonimir pelas mãos de seus próprios súditos e à proclamação da "Maldição do Rei Zvonimir". Foi o rei Bela I da Hungria que vingou sua morte e conquistou o Reino da Croácia (que supostamente incluía "Bosnam, Croatiam, Delmatiam, Naronam").  
No Chronicon Pictum do século XIV, não há menção de morte violenta, mas é afirmado que quando Zolomer (Zvonimir) morreu sem filhos, sua esposa foi perseguida por muitas injustiças dos inimigos de seu marido e pediu em nome de Jesus Cristo ajuda de seu irmão Ladislau, que vingou as injustiças e devolveu a Croácia e a Dalmácia a ela, bem como mais tarde por meio dela as herdou por direito real.  O mesmo relato é repetido nas décadas Chronica Hungarorum (século XV) e Rerum Ungaricum (século XV-XVI). 

A Historia Salonitana já menciona a morte natural de Zvonimir, mas em sua adição do século XIV (alguns consideram que foi uma do século XIII ) conhecida como maior, há uma história que é uma combinação da redação croata da Crônica do Sacerdote de Duklja e crônicas húngaras. Conta que Zvonimir/Suonemir, que foi chamado de Zolomer pelos húngaros e governou por 35 anos, ordenou em 1100 que seus nobres e cavaleiros se reunissem no local de cinco igrejas em Kosovo e lá lessem para eles as cartas do papa e do imperador que ordenavam que viajassem com seu exército pelo mar para libertar o túmulo de Cristo. Os nobres e cavaleiros enfurecidos, pensando que isso seria feito com o consentimento do rei, o mataram. Ele não teve filhos em seu casamento com a filha de Béla I, e ela pediu ajuda ao seu irmão Ladislau por causa do assassinato e sentiu-se em perigo pelos assassinos do marido. Ladislau com seu grande exército conquistou primeiro o rio Drava até a Montanha de Ferro (Mala Kapela), e depois de lá muitos castelos até a costa. Após sua vitória, ele deu o reino à sua irmã, e em homenagem à memória do Rei Zvonimir foi erguido um epitáfio atribuído ao seu túmulo: 
Quem poderia conter o povo, para não suspirar,

ao ver este túmulo, verdadeiramente digno de tristeza?

Pois nesta escuridão repousa uma estrela brilhante,

de sublime ancestralidade. Como estranhamente entorpece!

Já que sua morte bárbara só pode ser explicada com maldição,

por um crime sombrio de gente perversa,

cuja fúria só cessa quando o coração se acalma

e com assassinato derrubam o rei,

muito saudável, com grande poder,

o piedoso Zvonimir, distintamente justo e honesto,

que era seu escudo contra os inimigos,

costumava romper as portas rivais,

lamentem, campeões, pois já parte um líder,

velhos e jovens da terra croata,

porque aquilo que era antes a predição do reino

e também honra e glória, agora está em ruínas.
Crônica Anônima de Split, datada do século XIV ao XVI, conta como os reis francês e húngaro fizeram uma cruzada contra os sarracenos em 1092, e por isso o rei húngaro convidou Zvonimir, que fez uma grande reunião de nobres croatas em Petrovo Polje. Depois de três meses de nobres se desculpando por falta de finanças e habilidades marítimas, Zvonimir os convidou para ir com o rei húngaro por terra, e por isso eles o atacaram com raiva, mas ele estava apenas meio morto. Zvonimir chamou o notário Simon e perante o bispo de Knin e outros fez um testemunho – suas duas filhas foram dadas em confiança ao nobre Snazach (Snačić ) e o reino croata à Hungria, aceitando seu rei como seu filho. Ele foi enterrado no mosteiro de Santa Maria em Bribir.  
O Chronicon breve Regni Croatiae de Ivan Tomašić, de cerca de 1561, em um relato idêntico aos outros (mas nomeando Zvonimir no estilo húngaro Zorobel e datando-o do ano 1057), nomeia os assassinos como o secretário pessoal do rei, bem como a capelã Tadija Slovinac, que entrou na tenda do rei localizada perto da Basílica de Santa Cecília em Petrovo polje e o matou enquanto ele dormia, a pedido da população que não queria ir para a guerra em uma terra distante de sua terra natal, esposas e filhos. Tomašić também registra que seus restos mortais foram localizados na Igreja de São Bartolomeu em Kapitul, nos arredores de Knin. 
O Catalogus ducem et regum Dalmatie et Croatie do arquivo de Trogir inclui uma combinação de lenda e história, dizendo que Zvonimir morreu em 1087, enquanto Zvonimir II, também conhecido como Stjepan II, filho de Trebeli, manteve o governo com o apoio dos nobres, mas em 1096, quando enviou tropas da župa de Krbava para a guerra santa, ele foi assassinado perto de Knin. Coroado com o martírio, foi ele quem profetizou que os croatas seriam governados pelos húngaros, enquanto os bósnios e os narentinos pelo seu próprio duque.  

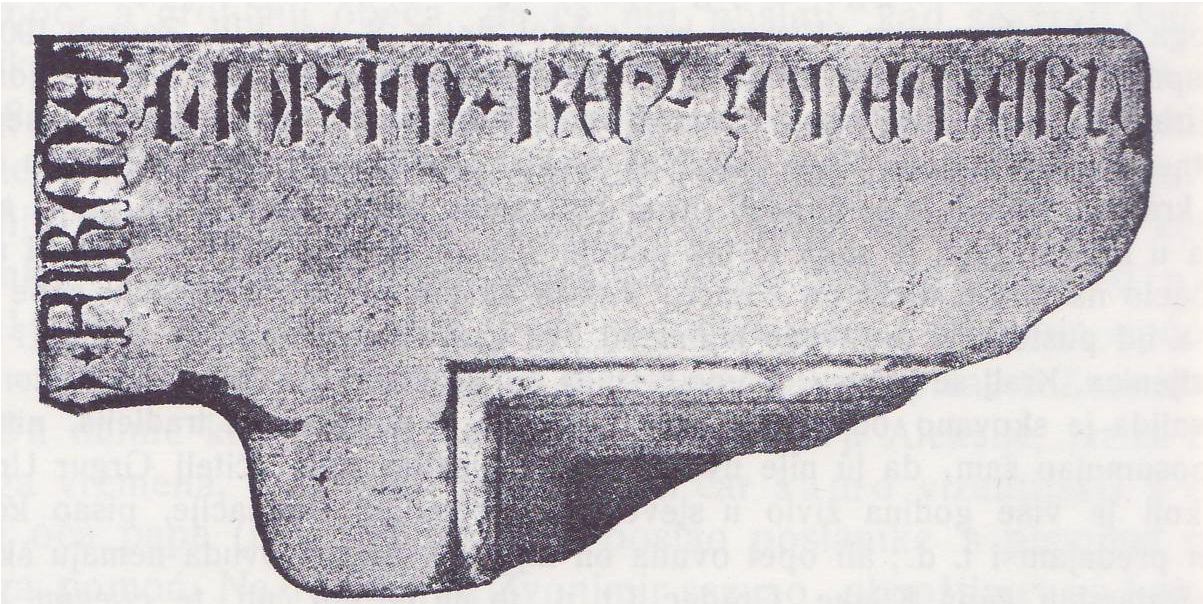
Inscrição do século XIV-XV de Zvonimir (Firma Quorum Rex Zonemerius), encontrada no local da Fortaleza de Ostrovica, Ostrovica, Croácia.

O epitáfio mencionado anteriormente foi escrito num estilo vagabundo que foi usado apenas no século XIV e nos arredores da cidade de Trogir.  É muito semelhante ao epitáfio grave de Mladen III Šubić (falecido em 1348) na Catedral de Trogir, mostrando quase a mesma autoria e datação.  Foram encontrados fragmentos mencionando o rei Zvonimir na igreja de Santa Maria em Bribir e Santo Antão, o Grande, na vizinha Ostrovica, ambas de propriedade da família Šubić, e em uma carta de Paulo I (falecido em 1312) e Jorge I Šubić (falecido em 1302) ao Papa Bonifácio VIII, dizendo que a Croácia, desde a época do rei Zvonimir, era propriedade vassala da Santa Sé, portanto, ninguém pode ser rei da Croácia e da Dalmácia, bem como da Hungria, sem a confirmação do Papa.    De acordo com uma teoria, a lenda está relacionada à tradição da família Šubić e à propaganda política, possivelmente com a intenção final de se tornar uma nova dinastia real. Eles possivelmente tinham relações genealógicas com uma das filhas de Zvonimir, eram muito protetores da Igreja e tinham boas relações com várias ordens de cavaleiros relacionadas às Cruzadas, e a morte repentina e a maldição de Zvonimir foram influenciadas pelos destinos de Mladen II, que foi preso e morreu na Hungria, e pela morte repentina de Mladen III, que foi o último nobre medieval croata com poder e independência significativos, disposto a desafiar a autoridade real húngara.    

### Modernidade
"Zvonimir" é hoje um nome croata tradicional e bastante comum, que significa "som, sino" (zvoni) e "paz, prestígio" (mir),  sendo o rei Zvonimir o primeiro portador registrado do nome.
Em sua homenagem, foram concedidos prêmios a altos funcionários tanto no Estado Independente da Croácia na década de 1940 (Ordem da Coroa do Rei Zvonimir, Medalha da Coroa do Rei Zvonimir) quanto, desde a década de 1990, na República da Croácia (Grande Ordem do Rei Dmitar Zvonimir).  O navio-almirante da Marinha Croata e seu navio mais moderno, o Kralj Dmitar Zvonimir (RTOP-12), também recebeu o nome do falecido rei.  Ruas, parques e escolas na Croácia também receberam seu nome em sua homenagem.    

#### Galeria

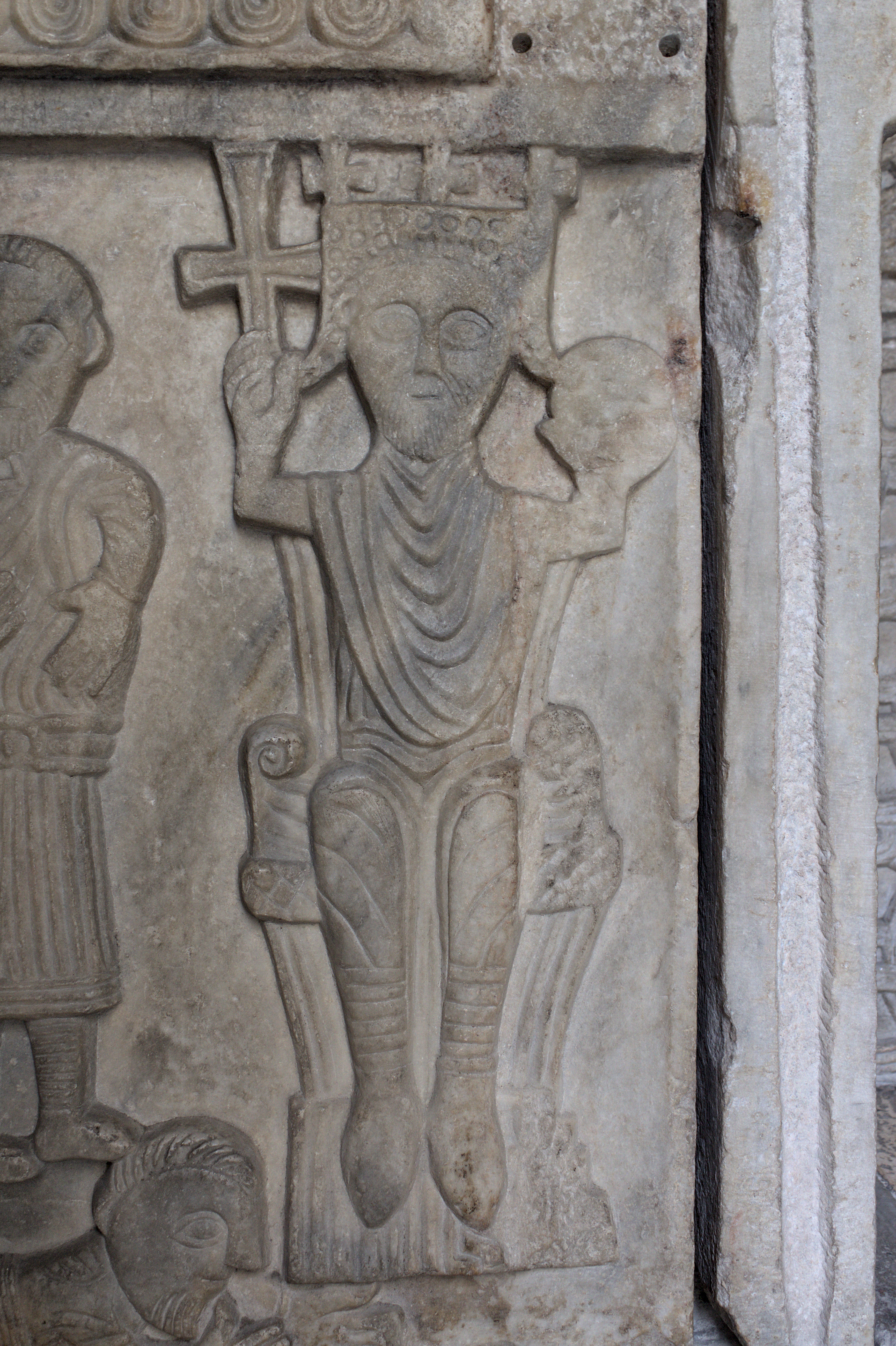
Representação de um rei do século XI, que se sugere ser Pedro Cresimiro IV ou Demétrio Zvonimir
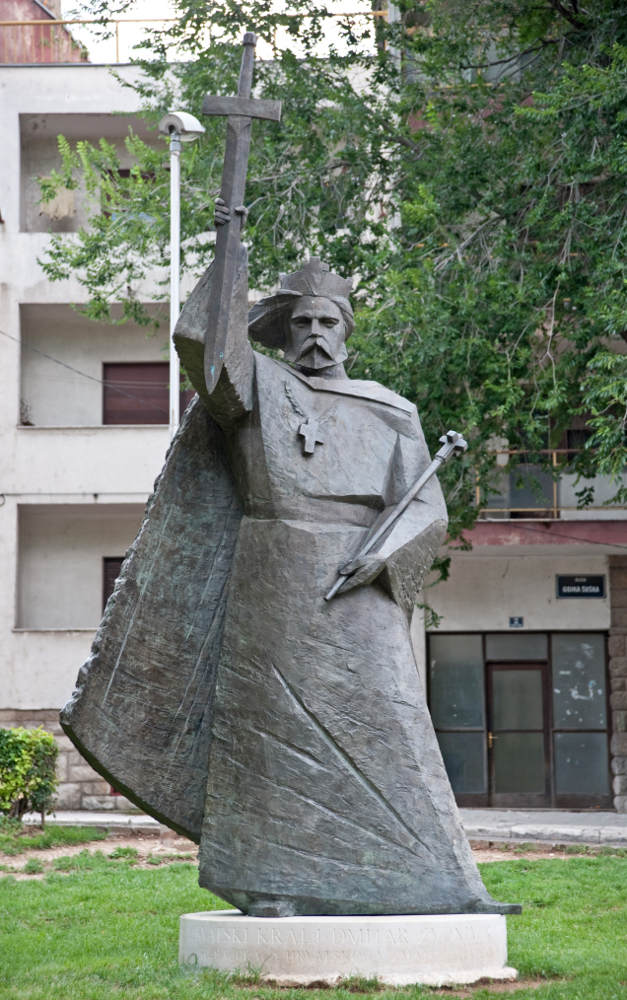
Monumento em Knin
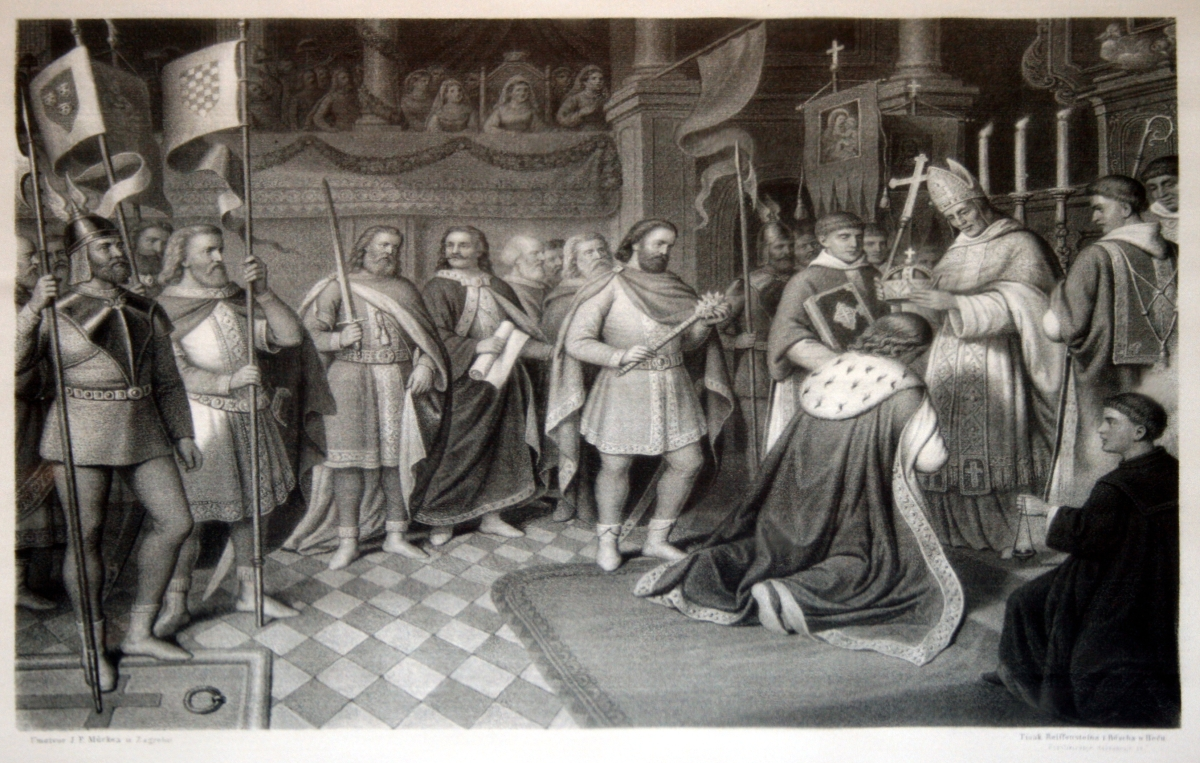
Gravura de J.F. Mücke, Reiffenstein & Röch, 1868
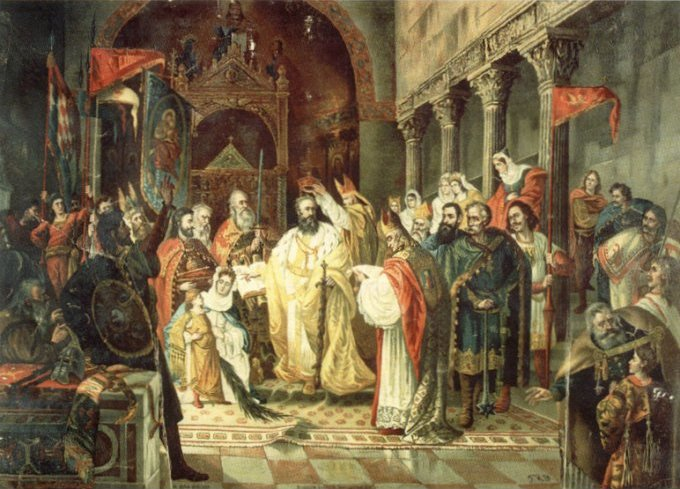
Coroação de Zvonimir por Ferdo Quiquerez, 1897
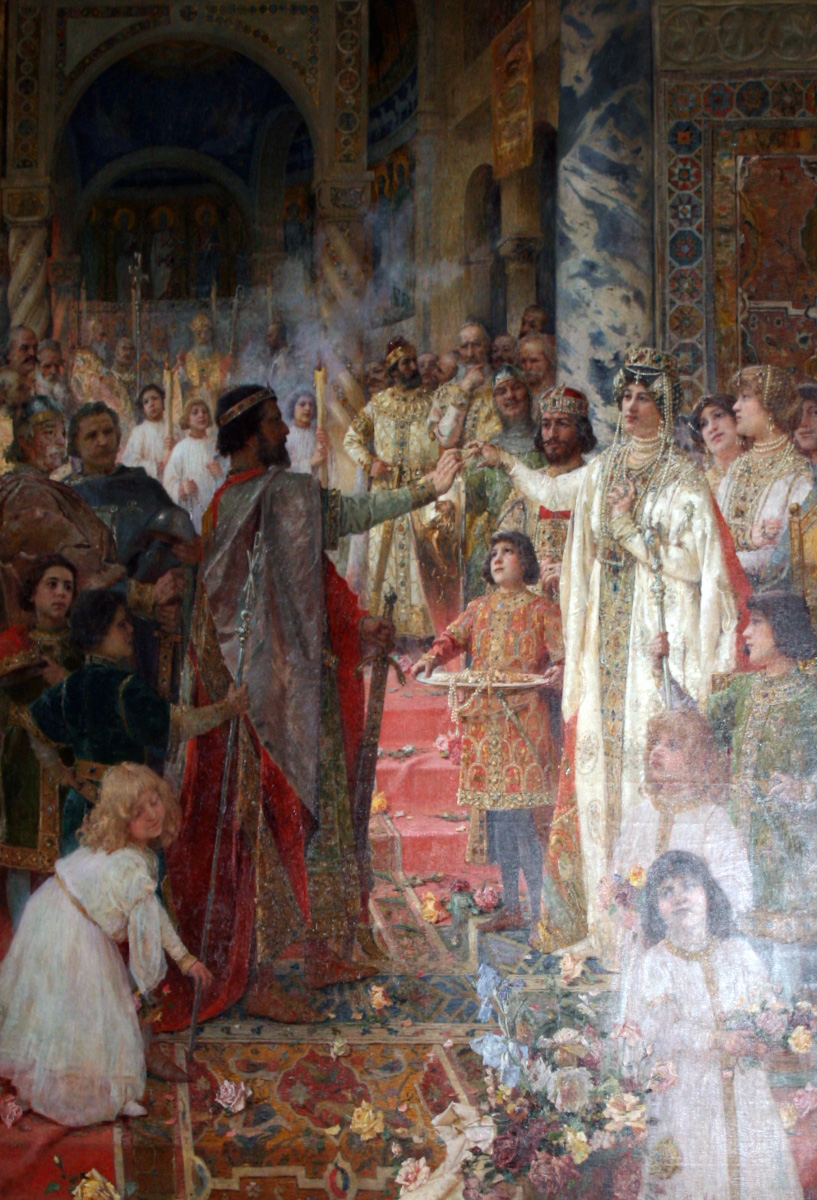
Os votos de Zvonimir por Celestin Medović

## Família
Por volta de 1063, Zvonimir casou-se com Helena, filha de Bela I da Hungria e sua esposa Richeza da Polônia. Eles tiveram pelo menos dois filhos:
- Radovã [127] (c. 1065 – 1083/1089), herdeiro designado, mas morreu antes de 1089 [128]
- Cláudia, esposa de Vniha, Voivoda da Família Lapčan, [129] [130] que recebeu terras em Karin, Dalmácia, como dote.